# Gilton Ribeiro
Gilton Ribeiro (Campo Grande, 25 de março de 1989) é um futebolista brasileiro que atua como lateral-esquerdo. Atualmente, defendo o Trieste.

## Títulos
Kashima Antlers
- Copa do Imperador: 2010
- Supercopa do Japão: 2010

Joinville
- Copa Santa Catarina: 2011
- Série C do Brasileiro: 2011